# Ruggero Nortman de Geraci

Escudo de armas de la casa de Altavilla.

Ruggero Nortman de Geraci fue el VII conde de Geraci, hijo de Guerrera Nortman de Altavilla y de Creón, VI condesa de Geraci en 1195, y de su esposo Alduino, descendiente de Desiderio, último rey de los Lombardos.

## Títulos
- VII conde de Geraci.

## Biografía
Ruggero fue conde de Geraci por su madre y de las dos Izclas, Proxita y Lementini por su padre. Casó con su prima Isabella Nortman y de Craon, también citada como Isabella de Parisio.

## Línea de sucesión en elcondado de Geraci
| Predecesor: Guerrera Nortman, de Altavilla y de Creón | VII Conde de Geraci | Sucesor: Alduino de Geraci |